# Oscar Borgerth
Oscar Borgerth (* 16. Dezember 1906 in Rio de Janeiro; † 25. November 1992 ebenda) war ein brasilianischer Violinist und Musikpädagoge.

## Leben und Werk
Oscar Borgerth studierte in seiner Heimatstadt Rio de Janeiro am Instituto Nacional de Música unter anderem bei den Violinisten Orlando Frederico und Lorenzo Fernândez. Er wirkte dann als Konzertmeister bei mehreren Orchestern in Rio de Janeiro wie dem Orquestra da Sociedade de Concertos Sinfônicos ab 1928, dem Orquestra Sinfônica Brasileira von 1931 bis 1941 und dem Orchestra do Theatro Municipal.
1944 wurde er Professor für Violinspiel an der Escola Nacional de Música in Rio de Janeiro. Ab 1929 führten ihn Tourneen durch Lateinamerika sowie durch die Vereinigten Staaten, Europa und Israel. Oscar Borgerth gründete mehrere Kammermusikensembles wie das Quarteto Borgerth, das Trio Estrella-Borgerth-Gomez Grosso und das Trio Terán-Borgerth-Gomez Grosso.